# Stictoleptura excisipes
Stictoleptura excisipes is een keversoort uit de familie van de boktorren (Cerambycidae). De wetenschappelijke naam van de soort werd voor het eerst geldig gepubliceerd in 1891 door Daniel K. & Daniel J..